# Cantó de Nevers-Nord
El cantó de Nevers-Nord és un cantó francès del departament del Nièvre, situat al districte de Nevers. Compta amb un municipi i part del de Nevers.

## Municipis
- Coulanges-lès-Nevers
- Nevers (part)

## Història
| Data d'elecció                           | Identitat           | Partit | Qualitat |
| ---------------------------------------- | ------------------- | ------ | -------- |
| 1949-1967                                | Marius Durbet       | UNR    |          |
| 1967-1973                                | Daniel Benoist      | PS     |          |
| 1973-2004                                | Jean-Pierre Harris  | PS     |          |
| 2004-                                    | Jean-Louis Balleret | PS     |          |
| les dades anteriors no són pas conegudes |                     |        |          |
|                                          |                     |        |          |